# Јунаци доба злог
Јунаци доба злог је српски документарни серијал. Идејни творац је покојни новинар Славиша Лекић. Првих осам епизода серијала као сценариста потписује Лекић, режију Јована С. Полић, а уредник је била Сања Лончар. Након Лекићеве смрти, преосталих 19 епизода ауторски потписују Јована С. Полић (сценариста и продуцент) и Сања Лончар (редитељ и уредник), док ауторски тим као косценаристи чине и Светозар Полић, Зоран Павић, Тамара Скроза и Марко Бранковић.
Тема документарног серијала су личности из јавног живота Србије, те њихов перципирани негативан утицај на српско друштво. Серијал је емитован на Н1 телевизији у период од маја 2021. до јануара 2023. године.
Како аутори наводе у најави серијала, телевизијски пројекат „Јунаци доба злог“ својеврсни је видео тестамента генерацијама које долазе: на једном је месту сервирана је прича о томе ко им је све, као савременик, омогућио и чинио живот таквим какав имају. Али, овај серијал је и нека врста бревијара која ће старијима послужити да се присете ко им је све и на које начине, захваљујући и њиховој свести и савести, цртао мапу живота свих ових година.

## Личности у епизодама
- Милорад Вучелић[6]
- Ивица Дачић
- Милорад Додик
- Драган Ј. Вучићевић
- Александар Вулин
- Цеца Ражнатовић[7]
- Војислав Шешељ
- Жељко Митровић
- епископ бачки Иринеј
- Владимир Беба Поповић
- Маја Гојковић
- Милош Вучевић
- Томислав Николић
- Душан Бајатовић
- Братислав Гашић
- Миломир Марић
- Звездан Терзић
- Александар Шапић
- Горан Весић
- Небојша Стефановић
- Драган Марковић Палма
- Синиша Мали
- Ана Брнабић
- Небојша Крстић
- Љиљана Смајловић
- Братислав Гашић
- Загорка Доловац